# Антикодон

тРНК^{Мет} з S. cerevisiae. Антикодон забарвлений червоним (Цитозин–Аденін–Урацил).

Антикодон — кодон, або триплет нуклеотидів (тринуклеотид), ділянка в транспортній рибонуклеїновій кислоті (тРНК), що складається з трьох неспарених (мають вільні зв'язки) нуклеотидів.
Спаровуючись з кодоном матричної РНК (мРНК), забезпечує правильне розташування кожної амінокислоти при біосинтезі білків.
Послідовність триплету тРНК комплементарна кодону матричної (інформаційної) рибонуклеїнової кислоти (мРНК, або іРНК), тому його називають антикодоном.